# Collesalvetti
Collesalvetti – miejscowość i gmina we Włoszech, w regionie Toskania, w prowincji Livorno.
Według danych na rok 2004 gminę zamieszkiwało 15 866 osób, 145,6 os./km². Położona około 70 kilometrów na południowy zachód od Florencji, 20 kilometrów na północny wschód od Livorno i tylko 16 kilometrów na południe od Pizy.